# Душан Вукасовић
Душан Вукасовић Диоген (Петровчић, код Земуна, 26. октобар 1909 — Дарда, код Осијека, 20. март 1945) био је учитељ, учесник Народноослободилачке борбе и народни херој Југославије.

## Биографија
Рођен је 26. октобра 1909. године у Петровчићу код Земуна, отац му се звао Настас, а мајка Зорица. Основну школу и нижу гимназију завршио је у Добановцима и Земуну, а Учитељску школу у Сомбору. После студирања радио је као учитељ у Македонији и Срему. Припадао је левичарском учитељском покрету и био је врло активан члан антирежимског учитељског друштва „Вук Караџић“. Пред Други светски рат је радио је у школи у сремским селима Купиново и Петровчић.
У Априлском рату био је резервни потпоручник Југословенске војске. Избегао је заробљавање после капитулације Југославије и вратио се у родно место. Ту се повезао са члановима Комунистичке партије Југославије и учествовао у припремама устанка. У свом родном крају био је врло популаран и утицајан, што је много допринело да идеја устанка у народу буде прихваћена, а одазив масован. Организовао је акције прикупљања и пребацивања бораца у Сремски партизански одред. После жестоких борби у Срему, током 1941. и 1942. године, батаљони сремских партизана октобра 1942. године ушли су у састав Шесте пролетерске источнобосанске бригаде. У овом бригади Душан Вукасовић ке постављен на дужност командира чете.
У чланство Комунистичке партије Југославије (КПЈ) примљен је почетком 1942. године. Априла 1943. године, при формирању Прве војвођанске бригаде, постављен је за комесара једног батаљона. Бригада је у то време водила врло тешке и успешне борбе у источној Босни.
Новембра 1943. године постављен је на дужност заменика команданта Четврте војвођанске бригаде, која се истакла у многим борбама у источној Босни. Једно време је обављао и дужност команданта Треће војвођанске ударне бригаде, која се одликовала у борбама против јаких немачко-усташких снага у Семберији и на Мајевици.
Марта 1944. године премештен је на дужност заменика команданта 36. војвођанске дивизије, и с њом је учествовао у борбама у источној Босни против Седме и Тринаесте СС дивизије. Учествовао је у борбама за ослобођење Београда, као шеф мисије НОВЈ при штабу Црвене армије. Крајем 1944. године додељен му је чин пуковника и постављен је за команданта 36. војвођанске дивизије. Дивизија се истакла и на Сремском фронту нападом на правце Илок-Вуковар; форсирањем Дунава и ослобођењем Опатовца и Мохова; борбама на вировитичком мостобрану и у одбрани леве обале Дунава приликом немачког противнапада, фебруара 1945. године.
Душан Вукасовић је погинуо у борбама на реци Драви, у близини Дарде, код Осијека 20. марта 1945. године.
Указом председника Федеративне Народне Републике Југославије Јосипа Броза Тита 6. јула 1953. проглашен је за народног хероја.

## Галерија
- Бисте Вељка Дугошевића, Жарка Зрењанина и Душана Вукасовића у Сомбору
- Биста Душана Вукасовића у Новој Пазови
- Орден народног хероја